# Henry Monnier

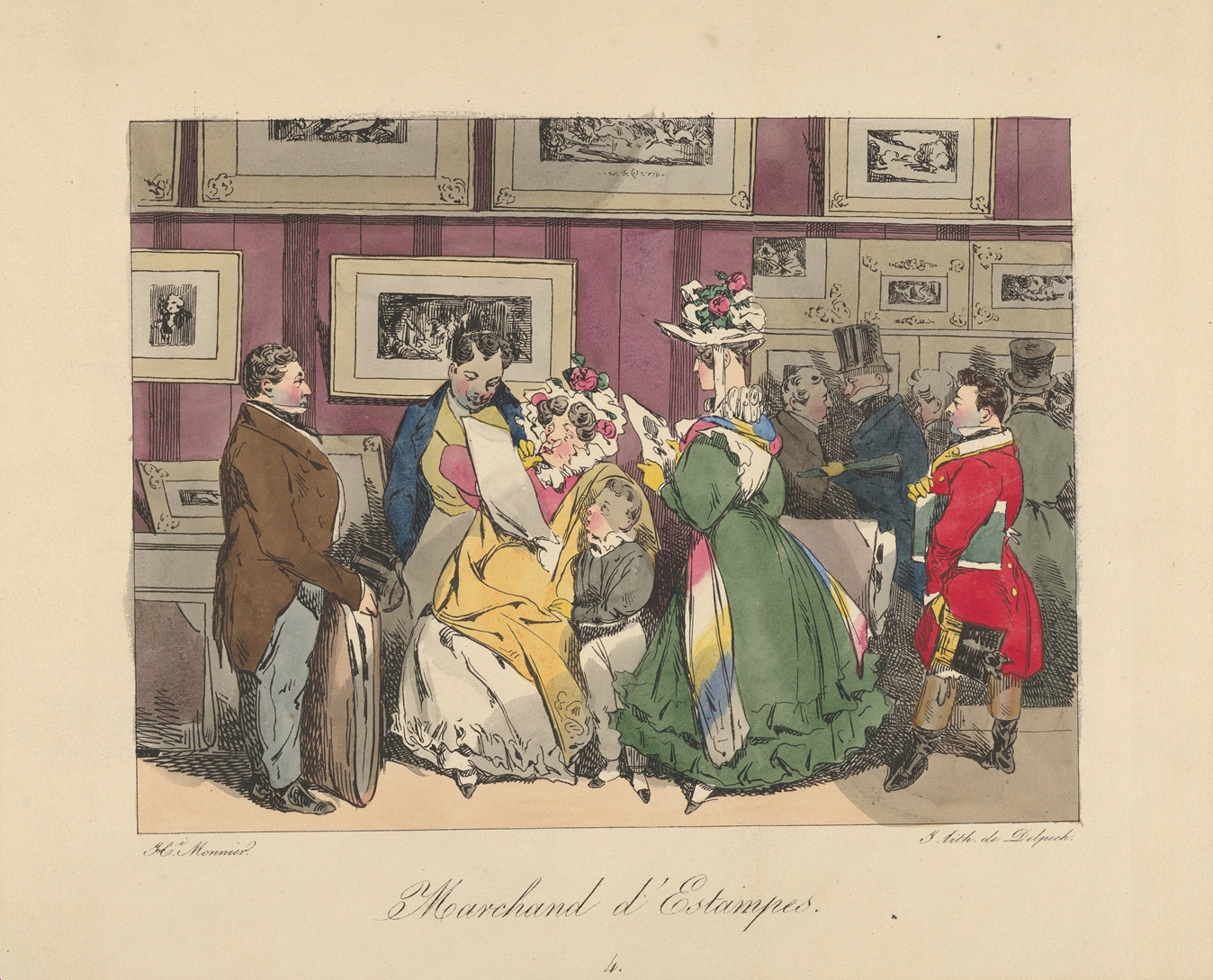
Distribuidor de impresión, litografía coloreada a mano, Museo Metropolitano de Arte, Nueva York

Henry-Bonaventure Monnier (París, 7 de junio de 1799-ibidem, 3 de enero de 1877) fue un dramaturgo, actor de teatro, pintor, caricaturista y grabador francés. 

## Biografía
Trabajó un tiempo en la Administración, hasta que lo dejó para dedicarse a sus actividades artísticas. Se formó en los talleres de Antoine-Jean Gros y Anne-Louis Girodet, tras lo que se dedicó a la pintura costumbrista, con un fuerte componente de crítica de la sociedad burguesa. Como grabador, realizó varias series litográficas de notable calidad. También dejó numerosos dibujos, con un estilo parecido al de George Cruikshank. Como caricaturista fue colaborador de periódicos y revistas como Le Charivari, La Caricature y Silhouette. También ilustró libros, como las Canciones de Pierre-Jean de Béranger, las Fábulas de Jean de La Fontaine y la Comedia humana de Honoré de Balzac.
En su faceta de crítico y dramaturgo, colaboró en varios periódicos satíricos y escribió diversas pochades, en un estilo coloquial y vivaz: El funeral (1855). Creó un personaje prototipo de burgués que solía ridiculizar, llamado Joseph Prudhomme: Escenas populares dibujadas a pluma (1830), Grandeza y decadencia de M. Joseph Prudhomme (1853), Memorias de Joseph Prudhomme (1857), Monsieur Prudhomme, Madame Prudhomme (1860).